# Ján Štrasser
Ján Štrasser (* 25. února 1946 Košice, Československo) je slovenský básník, esejista, textař, spisovatel-prozaik a překladatel.

## Životopis
Pochází z úřednické rodiny a vzdělání získal v Lovinobani, Košicích a na Filosofické fakultě Univerzity Komenského v Bratislavě, kde studoval kombinaci ruština-slovenština.
- 1969–1971 pracoval jako redaktor v časopisu Mladá tvorba
- 1971–1972 odsloužil základní vojenskou službu, během které byl zařazen do vojenského uměleckého souboru
- 1972–1977 dramaturg na Poetické scéně
- 1977–1987 ve Vojenském uměleckém souboru, vstoupil do Komunistické strany, později (1985) dramaturg v Studiu S
- 1987–1990 redaktor časopisu Slovenské pohľady
- 1990–1993 šéfredaktorem časopisu Slovenské pohľady
- 1997–2004 byl redaktorem týdeníku Domino fórum

V současnosti působí ve svobodném povolání.

## Tvorba
Svá první díla zveřejňoval od roku v časopisech Mladá tvorba, Romboid, Smena nebo Slovenské pohľady, knižně debutoval v roce 1968 sbírkou básní Odriekanie. V začátcích své literární tvorby vycházel z myšlenek nadrealismu. Ve svých dílech se věnoval tématům jako např. rodinné soužití, všední starosti apod. Věnuje se také psaní textů písní a překladům z ruské literatury (Alexandr Sergejevič Puškin, Michail Jurjevič Lermontov, Boris Pasternak a jiní) a ve spolupráci s Petrem Zajacem i z německé literatury (Bertolt Brecht, Ingeborg Bachmannová, Karl Kraus, Gottfried Benn a jiní).

## Dílo
- Seznam děl v Souborném katalogu ČR, jejichž autorem nebo tématem je Ján Štrasser

### Básnické sbírky
- 1968 – Odriekanie
- 1980 – Podmet
- 1981 – Denne
- 1986 – Priamy prenos
- 1989 – Práca na ceste
- 1992 – Myš dobrej nádeje
- 1999 – Očné pozadie
- 2003 – Stala sa nám láska, Ikar,
- 2007 – Staré železo, PT – Albert Marenčin, ISBN 978-80-89218-47-9
- 2008 – Hahaiku, F.R. & G., ISBN 978-80-85508-84-0

### Texty písní
- 1979 – Alta Vášová, Pavol Hammel, Marián Varga, Kamil Peteraj: Cyrano z predmestia, muzikál
- 1981 – Alta Vášová, Dežo Ursiny: Neberte nám princeznú, muzikál
- 1988 – Alta Vášová, Dežo Ursiny: Niekto ako ja TV muzikál
- 1989 – Alta Vášová, Dežo Ursiny: P + L (zatím neuvedeno)

### Přebásnění textů písní v muzikálech
- Grandhotel
- Pokrvní bratia
- Sweet Charity
- Oliver!
- Někdo to rád horké
- Klietka bláznov
- Hair
- Donaha!
- Kabaret
- Hello, Dolly!
- Rocky horror show
- Divotvorný hrnec

### Knižní vydání textů písní
- 1989 – Punčochové blues
- 1994 – Ples nul, texty ke kabaretním vystoupením Milana Markoviče
- 1995 – Babky demokratky, texty ke kabaretním vystoupením Milana Markoviče
- 2000 – Dvojhra (s Milanem Markovičem), L.C.A.,
- 2008 – Slávne texty slávnych piesní – Ján Štrasser (kniha+CD), Forza Music, ISBN 978-80-89359-11-0, (edícia Slávne texty slávnych piesní),

### Publicistika
- 1997 – Dobrý den z Bratislavy, novinové fejetony a glosy
- 1999 – Dvojhlavá karta, publicistika let 1994–1997
- 2004 – Král je polonahý, publicistika z let 1998–2002, Kalligram, ISBN 80-7149-682-0

### Knihy rozhovorů
- 2005 – Jenže já jsem pouze komik – rozhovory s Milanom Lasicou, Forza Music, ISBN 80-968475-4-6
- 2006 – Jsem herečka – rozhovory se Zdenou Studenkovou, Forza Music, ISBN 80-968475-5-4, EAN 9788096847556
- 2007 - Humor ho! - rozhovory s Tomášem Janovicem, Albert Marenčin - PT, ISBN 978-80-89218-48-6
- 2007 – Herec je vždy na očích – rozhovory s Mariánem Labudou, Forza Music, ISBN 978-80-968475-6-3
- 2008 – Aby to fungovalo – rozhovory s Kamilem Peterajem, Forza Music, ISBN 978-80-89359-04-2
- 2009 – Žijem nadstavený čas – rozhovory s Ladislavem Chudíkem, Forza Music, ISBN 978-80-89359-14-1
- 2010 – Rok Lasicu – rozhovory s Milanem Lasicou, Forza Music
- 2010 – Nosím v sebe mnohé jazvy – rozhovory s Milanem Kňažkem, Forza Music

### Tvorba pro děti
- 1987 – Troubí auto za námi, leporelo

### Překlady
- 2002 – Alexandr Sergejevič Puškin: Evžen Oněgin
- 2004 – Daniil Charms: Mačkin zabil Kočkina
- 2005 – Daniil Charms: Cirkus Šardam
- 2005 – Isaak Babel: Jako to bylo v Oděse
- 2005 – Viktor Jerofejev: Dobrý Stalin